# Franciszek Ksawery Gebhardt
Franciszek Ksawery Gebhardt (ur. 1844, zm. 1919) – powstaniec styczniowy, urzędnik, działacz społeczny.

## Życiorys
Urodził się w 1844 w Jaworniku. Jako student przystąpił do powstania styczniowego w 1863. W randze podoficera służył pod komendą Leona Czechowskiego i Antoniego Jeziorańskiego. Uczestniczył w walkach pod Potokiem, nad Tanwią, pod Lipiną, pod Kobylanką. W ostatniej z tych bitew odniósł rany lewego uda i lewej ręki, która została mu amputowana w szpitalu powstańczym nr 1 w Nowym Siole koło Cieszanowie.
Po upadku powstania pracował jako urzędnik asekuracyjny. Był członkiem wydziału Towarzystwa Wzajemnej Pomocy Uczestników Powstania Polskiego z r. 1863/4. Udzielał się w działalności społecznej i patriotycznej. Był zaangażowany w akcję niepodległościową u boku Józefa Piłsudskiego. Był ogólnie otaczany szacunkiem i czczią we Lwowie.
Zmarł w 1919. 3 czerwca tego roku został pochowany na Cmentarzu Łyczakowskim we Lwowie (tzw. „górka powstańców”).